# Football aux Jeux sud-asiatiques de 1987
Navigation
Édition précédente Édition suivante
En 1987, la seconde édition du Football aux Jeux d'Asie du Sud a eu lieu du 21 au 26 novembre en Inde, dans la ville de Calcutta.
La compétition a été organisée par la Fédération de football d'Asie du Sud.
L'inde a remporté son second titre en battant le Népal en finale.

## Compétition

### Groupe A
| Équipe   | J | V | N | D | BM | BE | DB | Pts |
| -------- | - | - | - | - | -- | -- | -- | --- |
| Inde     | 2 | 1 | 1 | 0 | 5  | 0  | +5 | 3   |
| Pakistan | 2 | 1 | 1 | 0 | 1  | 0  | +1 | 3   |
| Maldives | 2 | 0 | 0 | 2 | 0  | 6  | -6 | 0   |

     Équipe qualifiée; Pts = points; J = joués; G = gagnés; N = nuls; P = perdus;

Bp = buts pour; Bc = buts contre; Diff = différence de buts
| Date        | Équipe 1 | Résultat | Équipe 2 |
| ----------- | -------- | -------- | -------- |
| 21 novembre | Inde     | 0 - 0    | Pakistan |
| 22 novembre | Pakistan | 1 - 0    | Maldives |
| 23 novembre | Inde     | 5 - 0    | Maldives |

### Groupe B
| Équipe     | J | V | N | D | BM | BE | DB | Pts |
| ---------- | - | - | - | - | -- | -- | -- | --- |
| Népal      | 2 | 2 | 0 | 0 | 7  | 0  | +7 | 4   |
| Bangladesh | 2 | 1 | 0 | 1 | 3  | 1  | +1 | 2   |
| Bhoutan    | 2 | 0 | 0 | 2 | 2  | 9  | -7 | 0   |

     Équipe qualifiée; Pts = points; J = joués; G = gagnés; N = nuls; P = perdus;

Bp = buts pour; Bc = buts contre; Diff = différence de buts
| Date        | Équipe 1   | Résultat | Équipe 2   |
| ----------- | ---------- | -------- | ---------- |
| 21 novembre | Népal      | 1 - 0    | Bangladesh |
| 22 novembre | Bangladesh | 3 - 0    | Bhoutan    |
| 23 novembre | Népal      | 6 - 2    | Bhoutan    |

### Match pour la3eplace
| 25 novembre 1987 | Pakistan | 1 – 0 | Bangladesh | Calcutta |  |
|                  |          |       |            |          |  |

### Finale
| 26 novembre 1987 | Inde | 1 – 0 | Népal | Calcutta             |
|                  |      |       |       | Spectateurs : 80 000 |

## Équipe de l'Inde vainqueur du tournoi
- Debashis Mukherjee, Abul Majid, Amit Bhadra, Tarun Dey, Deepak Kumar, Satyajit Chatterjee, Krishanu Dey, Mohammed Fareed, Babu Mani, Sishir Ghosh, Vijay Kumar, Uttam Mukherjee.

## Équipe du Népal finaliste du tournoi
- Ranjit Kar, D.Pradhan, R.Shakya, S.R.Ranjit Kar, G.Panday, J.Lama, Y.B.Ghale, K.Manandhar, K.Thapa, M.B.Malla, M.Shah, Ganesh Thapa.